# لثام ۲۳۰۴۰
سیارک ۲۳۰۴۰ (به انگلیسی: 23040 Latham، نامگذاری:1999XK22) بیست و سه هزار و چهلمین سیارک کشف شده‌است که در ۶ دسامبر ۱۹۹۹ کشف شد.
قدر مطلق سیارک برابر ۱۴.۸ است.